# Млинар, Петер
Петер Млинар (словац. Peter Mlynár; род. 1 марта 1988, Попрад, Восточно-Словацкий край) — словацкий лыжник, участник трёх Олимпийских игр (2010, 2014, 2018). Специализируется в спринтерских гонках.

## Карьера
В Кубке мира Млинар дебютировал в ноябре 2009 года, тогда же впервые попал в тридцатку лучших на этапе Кубка мира, в эстафете. Всего на сегодняшний день имеет на своём счету 3 попадания в тридцатку лучших на этапах Кубка мира, все в командных гонках. В личных гонках на этапах Кубка мира Млинар не поднимался выше 47-го места и очков в общий зачёт не набирал.
На Олимпиаде-2010 в Ванкувере показал следующие результаты: спринт — 57-е место, эстафета — 12-е место.
За свою карьеру принимал участие в четырёх чемпионатах мира, на чемпионате-2011 занял 62-е место в спринте и 12-е место в командном спринте.
Использует лыжи производства фирмы Fischer.